# Vasilij Vajnonen
Vasilij Ivanovič Vajnonen (in russo Васи́лий Ива́нович Вайно́нен?; San Pietroburgo, 21 febbraio 1901 – Mosca, 23 marzo 1964) è stato un ballerino, librettista e coreografo sovietico, apprezzato per la classicità delle sue opere.

## Biografia
Vasilij Vajnonen studiò presso la Scuola imperiale di balletto del Teatro Mariinskij. I suoi compagni di classe erano Leontiev e Ponomarev. Si unì alla compagnia GATOB (futuro Kirov, ex Mariinskij) nel 1919 fino al 1938 e si distinse soprattutto nella danza di carattere. Iniziò la sua carriera di coreografo negli anni 1920, in particolare con Il valzer di Mosca, e fu influenzato da Michel Fokine e Isadora Duncan.
Ha coreografato L'età dell'oro (1930) su musiche di Šostakovič e Fiamme di Parigi, su musiche di Boris Asaf'ev nel 1932 sulla Rivoluzione francese per il Kirov. Riprende la coreografia ispirata a Marius Petipa dallo Schiaccianoci di Čajkovskij nel 1934, versione che rimarrà per decenni il modello del balletto classico.
Dal 1946 al 1950 e dal 1954 al 1958 è coreografo alTeatro Bol'šoj di Mosca, particolare con Mirandolina (1946) su musiche di Sergej Vasilenko e Gayane diChačaturjan nel 1957.